# Время слуг
«Время слуг» (чешск.: Čas sluhů) — чехословацкий фильм 1989 года режиссёра Ирены Павласковой.

## Сюжет
Студентка Дана, симпатичная, но застенчивая девушка «старой школы». Когда её отвергает обожаемый студент-экономист Марек, она решает доказать ему, что она кому-то небезразлична. Она просит своего сокурсника Милана фиктивно жениться на ней, и устраивает встречу Марека со своей подругой Ленкой. Со временем Дане начинают нравиться интриги, клевета и манипулирование людьми. Начинается сооружение «любовных треугольников», а то и «четырехугольников», а также нелепые попытки совместить чувства и карьерные устремления - она подбивает мужа предать коллегу по работе и занять его место. Она может использовать любую слабость и трусость, но также и обычную человеческую порядочность. Дана становится шикарной женщиной, пользуется своим положением жены начальника внешнеторгового предприятия… Жестокая игра с людьми, интриги, ложь, измены и приводят к трагедии.

## В ролях
- Ивана Хилкова — Дана
- Карел Роден — Милан, её муж
- Итка Астерова — Ленка, её подруга
- Либор Зидек — Любош
- Мирослав Этцлер — Марек
- Ева Голубова — Бохунка, соседка
- Вилма Цибулкова — Ганка, подруга
- Хана Чижкова — Сона, подруга
- Вера Кресадлова — Романа, подруга
- Петр Ганичинец — заместитель директора
- Хельга Чочкова — его жена
- Иржи Брожек — Пражак, коллега Милана
- Мириам Канторкова — мать Любуша
- Иржина Штеймарова — Маркова, квартирная хозяйка
- Лена Биркова — соседка

## Фестивали и награды
- 1990 — Каннский кинофестиваль — специальный приз-диплом «„Золотая камера“ — особое упоминание»
- 1990 — Монреальский международный кинофестиваль — приз «Золотой Зенит» за лучший дебютный фильм.
- 1990 — Международный кинофестиваль в Вальядолиде — приз «Золотой колос» за лучший фильм.
- 1990 — Московский международный кинофестиваль — приз кинокритиков журнала «Экран».